# Bermeja

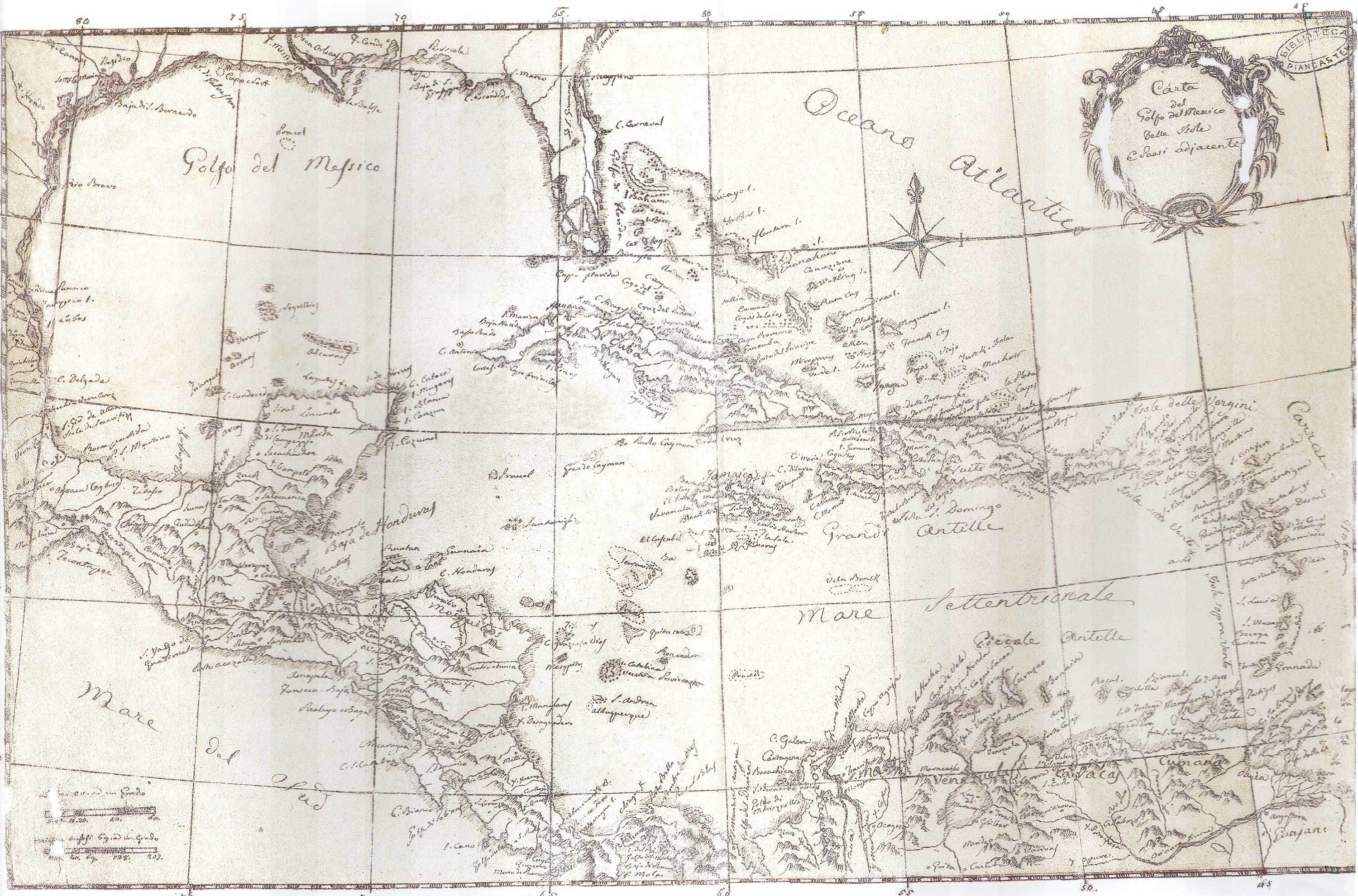
Vermeja op een kaart van Caraïbische Zee en Golf van Mexico, ca. 1818-1820

Bermeja (ook wel geschreven als Vermeja) is een spookeiland in de Golf van Mexico, ten noordoosten van het schiereiland Yucatán, Mexico. Tot in de twintigste eeuw werd het eiland op kaarten weergeven.
Het eiland verscheen in 1539 voor het eerst op een maritieme kaart van de Golf van Mexico ter hoogte van Yucatán (El Yucatán e Islas Adyacentes) van de Spaanse kartograaf Alonzo de Santa Cruz. Spaanse zeelieden zouden het eiland hebben gezien, maar zijn niet aan land gegaan. Vanwege de rode kleur van de aarde noemde men het eiland Bermeja (rood in het Spaans).
In het in 1820 verschenen geografische werk Derrotero de las Islas Antillas (Zeilroute van de Antillen) werden de eerst twijfels geplaatst bij het bestaan van het eiland. De Britse Royal Navy veronderstelde in de negentiende eeuw dat het onder de golven was verdwenen en het eiland werd niet langer op Britse zeekaarten weergegeven. Later deden theorieën de ronde dat de Verenigde Staten het eiland zouden hebben opgeblazen om te verhinderen dat Mexico een groter deel van de Golf zou claimen.
Ondanks de twijfels werd het door de Mexicanen in 1921 nog opgenomen in de  Atlas Geografico De La Republica Mexicana.
In de ondergrond ter hoogte van Bermeja zou het equivalent van 22 miljard vaten ruwe olie aanwezig zijn. Omdat het VN-Zeerechtverdrag uit 1982 bepaalt dat een land tot 200 zeemijl van de kust een exclusieve economische zone heeft met recht op exploitatie van de aanwezige grondstoffen, heeft Mexico in 1997 en 2009 nog zonder resultaat expedities de zee op gestuurd om het eiland te vinden. 